# Cranendonck
Cranendonck (anhörenⓘ) ist eine Gemeinde in der niederländischen Provinz Noord-Brabant (niederländisch Noord-Brabant).
Die Gemeinde wurde im Rahmen einer Gebietsreform am 1. Januar 1997 aus den ehemals selbständigen Gemeinden Budel (mit Budel-Dorplein und Budel-Schoot) und Maarheeze (mit Gastel und Soerendonk) gebildet.
Sie hat 21.739 Einwohner (Stand 1. Januar 2025), eine Fläche von rund 78 km² und liegt auf einer Höhe von gut 20 Metern über NN. Das Gelände der Gemeinde ist leicht hügelig und besteht hauptsächlich aus landwirtschaftlich genutzter Fläche und größeren Waldflächen, die Wasserfläche ist vergleichsweise klein.
Cranendonck liegt direkt an der Grenze zu Belgien, etwa 18 km südlich von Eindhoven, 8 km westlich von Weert sowie 40 km nördlich der belgischen Stadt Hasselt. Die Gemeinde liegt nahe der A2 (E25); die nächsten Bahnhöfe sind in Eindhoven und Weert. Nahe den Städten Eindhoven und Maastricht gibt es die nächsten Regionalflughäfen.
Fremdenverkehr spielt praktisch keine Rolle.

## Sehenswürdigkeiten
Die Gemeinde wurde nach dem sehr gut erhaltenen Schloss Kasteel Cranendonck benannt.

## Politik
Die Lokalpartei Echte Lokale Aandacht Nu (ELAN) konnte die Kommunalwahl am 16. März 2022 mit 35,3 % für sich entscheiden und löste damit die CDA als Wahlsieger ab, die in der Legislaturperiode von 2018 bis 2022 eine Koalition mit der VVD und Pro6 bildete. 

### Gemeinderat
Der Gemeinderat wird seit der Gründung von Cranendonck folgendermaßen gebildet:
| Partei                    | Sitze | Sitze | Sitze | Sitze | Sitze | Sitze | Sitze | Sitze |
| Partei                    | 1996  | 1999  | 2002  | 2006  | 2010  | 2014  | 2018  | 2022  |
| ------------------------- | ----- | ----- | ----- | ----- | ----- | ----- | ----- | ----- |
| Echte Lokale Aandacht Nu  | 6     | 7     | 6     | 4     | 7     | 5     | 4     | 7     |
| CDA                       | 4     | 2     | 4     | 4     | 3     | 4     | 6     | 5     |
| Cranendonck Actief!       | –     | 5     | 5     | 3     | 3     | 6     | 2     | 3     |
| Pro6                      | –     | –     | –     | –     | –     | –     | 5     | 2     |
| VVD                       | 1     | 2     | 1     | 2     | 2     | 2     | 2     | 2     |
| Lijst6 Cranendonck        | –     | –     | –     | –     | –     | –     | –     | 0     |
| PvdA                      | 2     | 3     | 3     | 5     | 4     | 2     | –     | –     |
| Nieuw Maarheeze a         | –     | –     | –     | 1     | 0     | –     | –     | –     |
| Keerpunt/Ons Aller Belang | 6     | –     | –     | –     | –     | –     | –     | –     |
| Gesamt                    | 19    | 19    | 19    | 19    | 19    | 19    | 19    | 19    |

Anmerkungen

### Kollegium von Bürgermeister und Beigeordneten
Folgende Personen gehören zum College van burgemeester en wethouders der Gemeinde Cranendonck:
Bürgermeister
- Roland van Kessel (parteilos; Amtsantritt: 20. November 2018)

Beigeordnete
- Frans Kuppens (CDA)
- Frits van der Wiel (Pro6)
- Marcel Lemmen (VVD)

Gemeindesekretärin
- José van Aaken

## Töchter und Söhne der Gemeinde
- Rober van der Vin (* 1969), Radrennfahrer, geboren in Budel-Schoot
- Antonius Mathijsen (1805–1878), Erfinder des Gipsverbandes, geboren in Budel